# Seyðisfjörður
Seyðisfjörður ([ˈseiːðɪsˌfjœrðʏr̥]) es un municipio de Islandia de la región de Austurland y una pequeña población en los fiordos orientales de Islandia, próxima al fiordo de Seyðisfjörður. Se encuentra a 27 km de Egilsstaðir. Según los datos de 2013, tiene 676 habitantes. Seyðisfjörður está rodeada de montañas por tres lados y existen numerosos saltos de agua en sus alrededores. 
Tras el cierre de la pesquería local, el pueblo ha centrado su economía en el turismo, aunque sigue siendo un importante puerto pesquero en la costa este islandesa. 

## Historia
Los primeros pobladores se asentaron en la zona de Seyðisfjörður en 1848. Fue fundada por pescadores noruegos, que construyeron muchos de los edificios que aún hoy existen.  
En 1890 Seyðisfjörður tenía 377 habitantes.  Fueron otorgados los privilegios y el título oficial de una ciudad el 8 de mayo de 1894.  Seyðisfjörður era la cuarta comunidad islandesa que obtuvo dicho título. Seyðisfjörður fue utilizada como base militar por las fuerzas británicas y estadounidenses durante la Segunda Guerra Mundial. En 1989 tenía 997 habitantes. Es en esta ciudad dónde se filmaron las temporadas 1 y 2 de la serie Trapped. 
En 1998 fueron excavados los cimientos de una stavkirke del siglo XI cerca de la granja Þórarinsstaðir a proximadamente 10 km de Seyđisfjörđur en el este.
En octubre de 2020 se unieron las ciudades de Egilsstaðir y Seyðisfjörður con las comunidades de Djúpivogur, Fellabær y Borgarfjörður eystri para formar la nueva comunidad de Múlaþing que es la comunidad más grande del país con un área de 10.671 km².

## Infraestructura
Seyðisfjörður cuenta con un centro de salud, varias tiendas, una farmacia, un banco, un campo de deportes con una piscina pública, una biblioteca pública, un taller de reparaciones, puesto de gasolina, varios hoteles y restaurantes, un terreno de camping, un campo de golf y otras instalaciones turísticas. El aeropuerto más cercano con vuelos directos a Reikjavík se halla en Egilsstaðir. El barco de pasaje Norræna conecta Seyðisfjörður con la ciudad de Hirtshals en Dinamarca y con Bergen en Noruega.
Está unida por tierra con el resto del país únicamente por la carretera 93. Debido a la gran altura que alcanza en su punto más elevado esta carretera suele cortarse varios días todos los inviernos debido a la nieve acumulada dejando Seyðisfjörður aislada del resto del país. La carretera 93 es famosa a nivel turístico por las vistas panorámicas al fiordo y por haber sido escenario de la película La vida secreta de Walter Mitty.

## Atracciones turísticas
Seyðisfjörður es conocida por sus antiguos edificios de madera. La ciudad tiene un interesante ambiente cultural, con un centro de artes y dos museos. En la iglesia construida en 1921 tienen lugar conciertos en verano.